# Halothamnus hierochunticus
Halothamnus hierochunticus es una especie de planta herbácea del género Halothamnus, que ahora está incluido en la familia Amaranthaceae, (anteriormente Chenopodiaceae). Es originaria del Oriente Próximo.

## Descripción
Halothamnus hierochunticus es una planta anual que alcanza un tamaño de 40-50 cm de altura, con las ramas verdes-azuladas. Huele desagradablemente a mantequilla rancia. Las hojas son  medio cilíndricas, lineares a linear-triangulares, y de hasta 30 (raramente 50) mm de largo. Las flores están a 6–13 mm de distancia entre sí, y tienen 2,8-3,3 mm de largo, algo más cortas que sus brácteas y bractéolas, con los tépalos de forma triangular. Los estigmas tienen un vértice truncado. El fruto es alado de 10-16 mm de diámetro. El tubo de la fruta tiene lados cóncavos con los cantos marcadamente prominentes (venas). En las partes bajas de las plantas, los frutos son más pesados y con alas de menor tamaño, en los frutos de la parte superior son más ligeros, con alas más grandes.

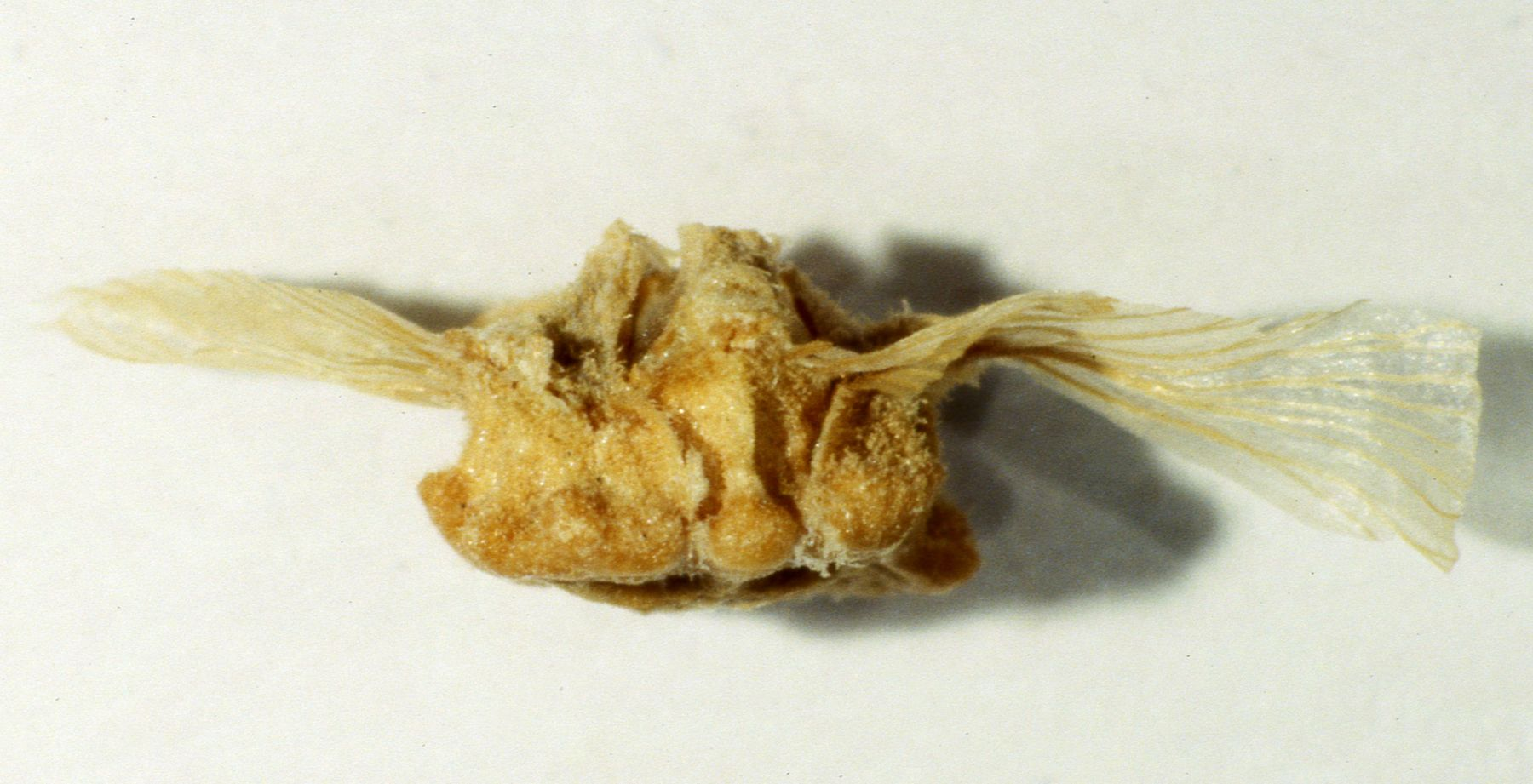
fruto, vista lateral
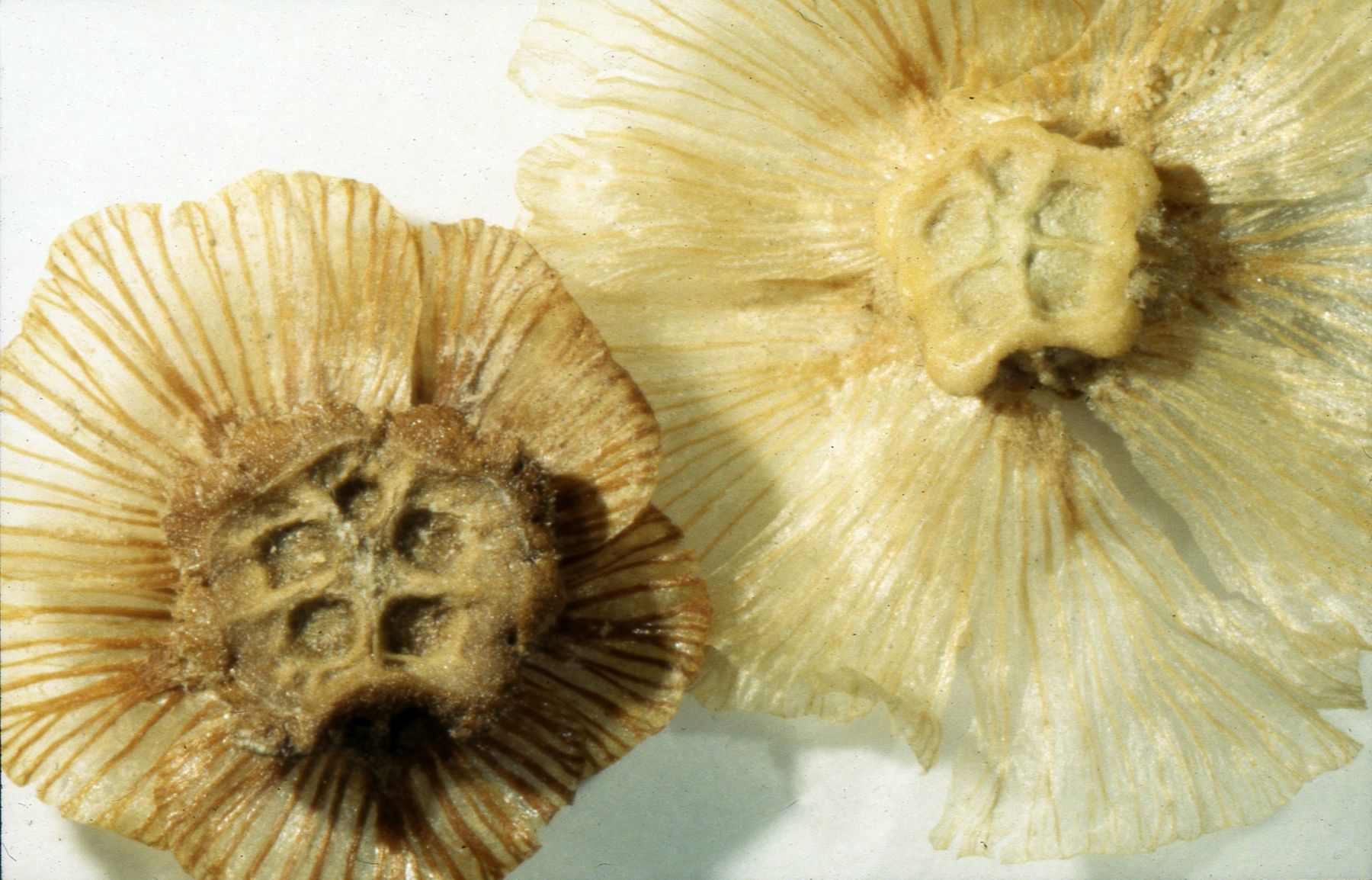
frutos, base, de parte baja (izqda) y de la parte superior (derecha)

## Distribución
El área de distribución de Halothamnus hierochunticus se extiende desde el Líbano, Siria, Turquía (Anatolia), Israel y los Territorios Palestinos, Jordania, Irak, hasta el oeste de Irán. En dos sitios separados en Irán (Gilan y Fars) la especie podría haber sido importada como las malas hierbas. Crece en campos, donde en parte se parece a una maleza problemática, y en lugares ruderales como las carreteras o en las ruinas, sobre loes o arena, a menudo en suelos salinos, a una altitud de hasta 1500 m sobre el nivel del mar.

## Taxonomía
Halothamnus hierochunticus fue descrita por (Bornm.) Botsch., y publicado en Novosti Sist. Vyssh. Rast. 18: 156 (1981)
Etimología
Halothamnus: nombre genérico que deriva de las palabras griegas  ἅλς  (halo) = "salino" y θαμνος (thamnos) = "arbusto" lo que significa "arbusto de la sal", y se refiere tanto a los lugares de crecimiento a menudo salados, así como la acumulación de sal en las plantas.
hierochunticus: epíteto
Sinonimia
Salsola hierochuntica Bornm.
Salsola autrani Post. var. hierochuntica (Bornm.) Eig.
Aellenia hierochuntica (Bornm.) Aellen,
Aellenia autrani (Post) Zoh.
Aellenia autrani (Post) Zoh. var. hierochuntica (Bornm.) Zoh., nom. inval
not synonym
Salsola autrani Post